# Génération Collège
Génération Collège  est une série de bande dessinée de Christian Denayer parue de 1994 à 1998 et comportant cinq tomes publiés chez Le Lombard.

## Auteurs
- Scénario et dessins : Christian Denayer

## Synopsis
Plusieurs lycéens se lient d'amitié dans un college américain (d'ailleurs inspiré d'un vrai établissement situé en Floride) et on suit leurs déboires avec les cours, les profs, les examens, et leurs découvertes sentimentales, les premières amours, les problèmes de drogue et de racket, le racisme...

## Albums
1. Dakota (1994)
2. Mary-Lee (1995)
3. Phoenix (1996)
4. Texas (1997)
5. Black (1998)

Un sixième tome intitulé France a été annoncé mais n'est jamais paru, la série étant interrompue.